# Aspitates fenica
Aspitates fenica är en fjärilsart som beskrevs av Fuchs. Aspitates fenica ingår i släktet Aspitates och familjen mätare. Inga underarter finns listade i Catalogue of Life.